# Allen Crabbe
Pour les articles homonymes, voir Allen et Crabbe.
Allen Lester Crabbe III, né le 9 avril 1992 à Los Angeles en Californie, est un joueur américain de basket-ball. Il évolue aux postes d'arrière et d'ailier.

## Carrière

### Trail Blazers de Portland (2013-2017)
Le 27 juin 2013, il est sélectionné à la 31e position par les Cavaliers de Cleveland lors de la Draft 2013 de la NBA. Le soir de la draft, ses droits sont transférés aux Trail Blazers de Portland contre deux futurs seconds tours de draft.
Le 10 mars 2014, il est envoyé chez le Stampede de l'Idaho en D-League. Le 16 mars, il est rappelé dans l'effectif des Trail Blazers. Le 25 mars, il est renvoyé en D-League puis rappelé le 31 mars.
Le 11 novembre 2014, Crabbe est titularisé pour la première fois en NBA lors de la victoire des siens 102 à 100 contre les Hornets de Charlotte.

### Nets de Brooklyn (2017-2019)
Le 25 juillet 2017, il est échangé aux Nets de Brooklyn contre Andrew Nicholson.

### Hawks d'Atlanta (2019-2020)
Le 6 juin 2019, il est envoyé aux Hawks d'Atlanta.

### Timberwolves du Minnesota (janvier - février 2020)
Le 16 janvier 2020, il est échangé du côté des Timberwolves du Minnesota en échange de Jeff Teague et Treveon Graham. Le 29 février 2020, d'un accord commun, il rompt son contrat et devient agent libre.

## Statistiques

### Universitaires
Les statistiques en matchs universitaires d'Allen Crabbe sont les suivants :
| Saison    | Équipe     | Matchs | Titul. | Min./m | % Tir | % 3pts | % LF | Rbds/m. | Pass/m. | Int/m. | Ctr/m. | Pts/m. |
| --------- | ---------- | ------ | ------ | ------ | ----- | ------ | ---- | ------- | ------- | ------ | ------ | ------ |
| 2010-2011 | Californie | 31     | 31     | 33,8   | 44,6  | 40,0   | 80,4 | 5,32    | 1,97    | 0,90   | 0,48   | 13,35  |
| 2011-2012 | Californie | 34     | 33     | 34,1   | 43,1  | 39,9   | 84,3 | 5,71    | 2,09    | 0,53   | 0,59   | 15,18  |
| 2012-2013 | Californie | 33     | 32     | 36,2   | 45,9  | 34,8   | 81,3 | 6,06    | 2,64    | 1,12   | 0,70   | 18,39  |
| Total     |            | 98     | 96     | 34,7   | 44,6  | 38,2   | 81,9 | 5,70    | 2,23    | 0,85   | 0,59   | 15,68  |

### Professionnels

#### Saison régulière
| Saison    | Équipe   | Matchs | Titul. | Min./m | % Tir | % 3pts | % LF | Rbds/m. | Pass/m. | Int/m. | Ctr/m. | Pts/m. |
| --------- | -------- | ------ | ------ | ------ | ----- | ------ | ---- | ------- | ------- | ------ | ------ | ------ |
| 2013-2014 | Portland | 15     | 0      | 6,7    | 36,4  | 42,9   | 75,0 | 0,60    | 0,40    | 0,13   | 0,07   | 2,20   |
| 2014-2015 | Portland | 51     | 9      | 13,4   | 41,2  | 35,3   | 75,0 | 1,43    | 0,76    | 0,37   | 0,29   | 3,29   |
| 2015-2016 | Portland | 81     | 8      | 26,0   | 45,9  | 39,3   | 86,7 | 2,67    | 1,22    | 0,78   | 0,20   | 10,27  |
| 2016-2017 | Portland | 79     | 7      | 28,5   | 46,8  | 44,4   | 84,7 | 2,86    | 1,19    | 0,68   | 0,25   | 10,70  |
| 2017-2018 | Brooklyn | 75     | 68     | 29,3   | 40,7  | 37,8   | 85,2 | 4,32    | 1,56    | 0,63   | 0,47   | 13,20  |
| 2018-2019 | Brooklyn | 43     | 20     | 26,4   | 36,7  | 37,8   | 73,2 | 3,44    | 1,07    | 0,53   | 0,30   | 9,60   |
| Total     |          | 344    | 112    | 24,6   | 42,9  | 39,3   | 83,5 | 2,90    | 1,17    | 0,60   | 0,29   | 9,54   |

#### Playoffs
| Saison | Équipe   | Matchs | Titul. | Min./m | % Tir | % 3pts | % LF | Rbds/m. | Pass/m. | Int/m. | Ctr/m. | Pts/m. |
| ------ | -------- | ------ | ------ | ------ | ----- | ------ | ---- | ------- | ------- | ------ | ------ | ------ |
| 2015   | Portland | 2      | 1      | 19,3   | 80,0  | 100,0  | 0,0  | 1,50    | 0,50    | 1,00   | 0,50   | 5,00   |
| 2016   | Portland | 11     | 0      | 27,5   | 52,1  | 42,9   | 73,7 | 2,91    | 1,36    | 0,64   | 0,09   | 9,55   |
| 2017   | Portland | 4      | 0      | 23,0   | 37,5  | 23,1   | 33,3 | 3,25    | 0,50    | 0,25   | 0,00   | 5,50   |
| Total  |          | 17     | 1      | 25,5   | 50,0  | 40,0   | 68,2 | 2,82    | 1,06    | 0,59   | 0,12   | 8,06   |

## Records sur une rencontre en NBA
Les records personnels d'Allen Crabbe officiellement recensés par la NBA sont les suivants :
| Type de statistique        | Saison régulière | Saison régulière                                          | Saison régulière             | Playoffs | Playoffs                                             | Playoffs                    |
| Type de statistique        | Record           | Adversaire                                                | Date                         | Record   | Adversaire                                           | Date                        |
| -------------------------- | ---------------- | --------------------------------------------------------- | ---------------------------- | -------- | ---------------------------------------------------- | --------------------------- |
| Points                     | 41               | Bulls de Chicago                                          | 9 avril 2018                 | 20       | @ Warriors de Golden State                           | 11 mai 2016                 |
| Paniers marqués            | 13               | @ Pistons de Détroit                                      | 7 février 2018               | 7        | @ Warriors de Golden State                           | 11 mai 2016                 |
| Paniers tentés             | 24               | Pelicans de La Nouvelle-Orléans                           | 10 février 2018              | 10       | @ Clippers de Los Angeles @ Warriors de Golden State | 27 avril 2016 19 avril 2017 |
| Paniers à 3 points réussis | 8                | Timberwolves du Minnesota Pelicans de La Nouvelle-Orléans | 6 avril 2017 10 février 2018 | 5        | @ Warriors de Golden State                           | 11 mai 2016                 |
| Paniers à 3 points tentés  | 18               | Pelicans de La Nouvelle-Orléans                           | 10 février 2018              | 7        | @ Warriors de Golden State                           | 11 mai 2016                 |
| Lancers francs réussis     | 9                | @ Lakers de Los Angeles                                   | 3 novembre 2017              | 4        | Warriors de Golden State                             | 7 mai 2016                  |
| Lancers francs tentés      | 11               | @ Lakers de Los Angeles                                   | 3 novembre 2017              | 5        | Warriors de Golden State                             | 7 mai 2016                  |
| Rebonds offensifs          | 2                | 12 fois                                                   |                              | 3        | Clippers de Los Angeles                              | 29 avril 2016               |
| Rebonds défensifs          | 8                | 5 fois                                                    |                              | 6        | @ Warriors de Golden State                           | 1er mai 2016                |
| Rebonds totaux             | 8                | 7 fois                                                    |                              | 6        | @ Warriors de Golden State                           | 1er mai 2016                |
| Passes décisives           | 5                | 3 fois                                                    |                              | 3        | 3 fois                                               |                             |
| Interceptions              | 4                | Rockets de Houston                                        | 30 mars 2017                 | 2        | @ Grizzlies de Memphis @ Warriors de Golden State    | 19 avril 2015 11 mai 2016   |
| Contres                    | 3                | Magic d'Orlando                                           | 1er janvier 2018             | 1        | @ Grizzlies de Memphis @ Clippers de Los Angeles     | 22 avril 2015 20 avril 2016 |
| Balles perdues             | 5                | @ Spurs de San Antonio                                    | 26 décembre 2017             | 3        | Clippers de Los Angeles                              | 25 avril 2016               |
| Minutes jouées             | 44               | Pelicans de La Nouvelle-Orléans                           | 10 février 2018              | 38       | Warriors de Golden State                             | 9 mai 2016                  |

- Double-double : aucun (au 29/03/2018)
- Triple-double : aucun.

## Palmarès
- Third-team All-American - NABC, TSN (2013)
- Pacific-12 Player of the Year (2013)
- 2x First-team All-Pac-12 (2012–2013)
- Pacific-12 Freshman of the Year (2011)
- Fourth-team Parade All-American (2010)
- California Mr. Basketball (2010)